# 小野の滝
小野の滝（おののたき）は、長野県木曽郡上松町小野にある滝。小野ノ滝の表記も見られる。

## 概要
木曽川本流のからわずか100ｍほど離れた支流にある落差15mほどの直瀑で、木曽山脈（中央アルプス）の風越山を水源とする。冬期の1月中旬 - 2月上旬頃には氷結する。
小野の滝は、中山道上松宿の名所であり、木曽八景の一つとして有名であった。旧中山道は滝壺にほど近い場所を通っており、その姿は浮世絵にも描かれ、歌川広重と渓斎英泉による木曽海道六十九次や、葛飾北斎の諸国瀧廻りなどがある。
滝壺のほぼ直上には、1909年（明治42年）にJR中央本線の鉄橋が架けられている。国道19号も数十m離れて並走し、国道の脇には駐車場が設けられアクセスは容易である。上松駅からは3㎞ほど。

## 評価
- 細川幽斎 - 「木曽路の小野の滝は、布引や箕面の滝にも、をさをさおとらじ、これほどの物をこの国の歌枕には、いかにもらしける」（老の木曽越、1580年代）[2][注釈 1]
- 飯塚正重 - 「しらきぬをひらけんやうにして、みなぎり落つる滝あり」（1655年）[3][注釈 2]
- 土方歳三 - 「志ろたえに み類ひとすじは手都くりの それとまがふをのの瀧つせ」[1]
- 浅井洌  - 「ふきおろす松の風も音たえて あたりすずしき小野のたきつせ」[2]
- 高浜虚子 - 「小野の瀑を見る 子規鳴き過ぐ雲や瀧の上」（木曽路の記、1894年）[3][4]